# Spider-Man (televisieserie uit 1967)
Spider-Man is een animatieserie gebaseerd op de Marvel Comics superheld Spider-Man. De serie liep van 9 september 1967 tot 14 juni 1970. De serie werd oorspronkelijk geproduceerd in Canada en was de eerste animatieserie gebaseerd op de Spider-Man strips.

## Productie
De serie was de bekendste, en tevens laatste serie geproduceerd door Grantray-Lawrence Animation in Toronto. Hoewel de productie grotendeels in Canada was, werden er tekenaars uit de Verenigde Staten bijgehaald. Zij vormden bijna de gehele crew. Grantray-Lawrence had een contract met Krantz Films, Inc. en Marvel Comcis voor 52 afleveringen. In seizoen 1 en 3 bestond bijna elke aflevering uit twee subafleveringen. In seizoen 2 bevatte elke aflevering slechts 1 verhaal.
Nadat Grantray-Lawrence failliet ging werden het tweede en derde seizoen van de serie gemaakt met een beduidend lager budget door Krantz Film, onder leiding van Ralph Bakshi. Dit was duidelijk te zien aan het feit dat twee afleveringen bijna geheel uit beeld materiaal van de animatieserie Rocket Robin Hood bestonden, en er remakes van veel oudere afleveringen gedaan werden. Verder kreeg de serie vanaf seizoen twee een duisterdere ondertoon, en werden de tekeningen donkerder.
Spider-Man werd oorspronkelijk uitgezonden in de Verenigde Staten op de zaterdagochtend door de televisiezender ABC.

## Stemacteurs
Onder de acteurs die meewerkten aan de serie bevond zich Bernard Cowan, die de stem van de verteller en enkele bijpersonen deed. Paul Soles was zowel Peter Parker als Spider-Man. Peg Dixon deed de stem van Betty Brant en verschillende van Peters vriendinnen. Paul Kligman ten slotte deed de stem J. Jonah Jameson en verschillende schurken.
- Paul Soles - Spider-Man/Peter Parker / overige personages
- Peg Dixon - Betty Brant / Tante May / Mary Jane Watson / Martha Connors
- Paul Kligman - J. Jonah Jameson / verschillende schurken
- Bernard Cowan - verteller / overige personages

## Titelsong
De titelsong van de serie is na de serie behoorlijk populair geworden. De liedtekst werd geschreven door Paul Francis Webster, de muziek gecomponeerd door Bob Harris, Stu Phillips en D. Kapross. De titelsong was onder andere te horen (met een paar variaties) in beide Spider-Manfilms uit 2002 en 2004. Daarnaast is de titelsong meerdere malen gecoverd door artiesten.

## Afleveringen

### Seizoen 1
- 1A - The Power of Dr. Octopus
- 1B - Sub-Zero for Spidey
- 2A - Where Crawls the Lizard
- 2B - Electro the Human Lightning Bolt
- 3 - The Menace of Mysterio
- 4A - The Sky Is Falling
- 4B - Captured by J. Jonah Jameson
- 5A - Never Step on a Scorpion
- 5B - Sands of Crime
- 6A - Diet of Destruction
- 6B - The Witching Hour
- 7A - Kilowatt Kaper
- 7B - The Peril of Parafino
- 8 - Horn of the Rhino
- 9A - The One-Eyed Idol
- 9B - Fifth Avenue Phantom
- 10A - The Revenge of Dr. Magneto
- 10B - The Sinister Prime Minister
- 11A - The Night of the Villains
- 11B - Here Comes Trubble
- 12A - Spider-Man Meets Dr. Noah Boddy
- 12B - The Fantastic Fakir
- 13A - Return of The Flying Dutchman
- 13B - Farewell Performance
- 14A - The Golden Rhino
- 14B - Blueprint for Crime
- 15A - The Spider and the Fly
- 15B - The Slippery Dr. Von Schlick
- 16A - The Vulture's Prey
- 16B - The Dark Terrors
- 17A - The Terrible Triumph of Dr. Octopus
- 17B - Magic Malice
- 18A - Foutain of Terror
- 18B - Fiddler on the Loose
- 19A - To Catch a Spider
- 19B - Double Identity
- 20A - Sting of the Scorpion
- 20B - Trick or Treachery

### Seizoen 2
- 21 - The Origin of Spider-Man
- 22 - King Pinned
- 23 - Swing City
- 24 - Criminals in the Clouds
- 25 - Meance from the Bottom of the World
- 26 - Diamond Dust
- 27 - Spider-Man Battles the Molemen
- 28 - Phantom from the Depths of Time
- 29 - The Evil Sorcerer
- 30 - Vine
- 31 - Pardo Presents
- 32 - Cloud City of Gold
- 33 - Neptune's Nose Cone
- 34 - Home
- 35 - Blotto
- 36 - Thunder Rumble
- 37 - Spider-Man Meets Skyboy
- 38 - Cold Storage
- 39 - To Cage a Spider

### Seizoen 3
- 40A - The Winged Thing
- 40B - Conner's Reptiles
- 41A - Trouble with Snow
- 41B - Spider-Man vs. Desperado
- 42A - Sky Harbor
- 42B - The Big Brainwasher
- 43A - The Vanishing Dr. Vespasian
- 43B - Scourge of the Scarf
- 44A - Super Swami
- 44B - The Birth of Micro Man
- 45A - Knight Must Fall
- 45B - The Devious Dr. Dumpty
- 46 - Up From Nowhere
- 47 - Rollarama
- 48A - Rhino
- 48B - The Madness of Mysterio
- 49 - Revolt in the Fifth Dimension[1]
- 50 - Specialists and Slaves
- 51A - Down to Earth
- 51B - Trip to Tomorrow
- 52 – Onbekende titel[2]

## Varia
- De films Spider-Man en Spider-Man 2 bevatten referenties naar deze animatieserie. De eindscène van de tweede film waarin Spider-Man door New York slingert is gelijk aan de "swing-off scene," die aan het eind van elke aflevering van seizoen 1 werd getoond.
- In de afleveringen "The Spider and the Fly" en "Trick or Treachery," heten de schurken (De Fly Tweeling) respectievelijk 'Stan' en 'Lee.' Dit is overduidelijk een referentie naar Stan Lee, een van de bedenkers van Spider-Man.
- De afleveringen "Phantom from the Depths of Time" en "Revolt in the Fifth Dimension" waren voor een groot deel remakes van twee afleveringen uit een andere animatieserie getiteld "Rocket Robin Hood."